# Rock this Party
「Rock this Party」（ロックディスパーティ）はtimeleszの楽曲。2025年2月28日にデジタル配信された。

## 概要
新メンバー募集オーディション「timelesz project」を経て8人編成となった新生timeleszにとって初の楽曲であり、デジタルコンピレーション・アルバム『Hello! We're timelesz』と同日リリースされた。配信でのリリースは、デビュー以降（Sexy Zone時代含め）グループ初となる。
「Rock this Party」はtimelesz projectの最終6次審査でも課題曲となり、候補生がteam BLUEとteam REDに分かれて披露していた楽曲。初めてtimeleszを知った人も含め、いち早くファンに届けたいという思いから、オーディションの最終審査結果が発表された2月15日からわずか2週間弱でのリリースが決定した。
歌詞はオリジナルメンバーの菊池風磨、佐藤勝利、松島聡が手掛けた。「最高の仲間と一緒に夢を叶えよう」という思いや夢を追うことのすばらしさ、周りを気にせず自分らしく生きることの大切さを歌う、今のグループにマッチしたポジティブなパーティーチューンになっている。なお、2024年11月20日にリリースされた3人体制最後のシングル曲のタイトルと同じ"because"という歌詞が、大サビ部分で特徴的に使われている。
MVは“初めての家族旅行”をコンセプトに全編ハワイで撮影された。3月21日22:00にtimelesz公式YouTubeでプレミア公開され、MV公開直後にYouTubeチャンネルとInstagramで生配信も行われた。MVは公開からわずか1日で163万回再生、3日後の24日には300万回を突破し、YouTubeで「人気急上昇中の音楽」第1位にもなった。
公式Instagramではメンバーがペアダンスを披露する姿が投稿された。また、元宝塚歌劇団宙組トップスターの朝夏まなとが小林亮太と本楽曲を踊る動画を自身のInstagramに公開して反響を呼び、共演経験のある寺西や松島も絶賛した。
菊池が出演し、3月27日より全国放映されるユニバーサルミュージックのCM「#ぼくらの春曲キャンペーン-永遠の二人篇-」のCMソングに起用された。

## クレジット
Rock this Party
作詞：菊池風磨、佐藤勝利、松島聡 / 作曲：Ryo'LEFTY'Miyata、Anders Dannvik、Mattias Olofsson / 編曲：Ryo'LEFTY'Miyata

## チャート成績
オリコンでは初週DL数3万5427DLを記録し、2025年3月10日付け「週間デジタルシングル（単曲）ランキング」で初登場1位を獲得。本作と同日に配信リリースした『Hello! We're timelesz』が「週間デジタルアルバムランキング」で1位を獲得したため、timeleszがデジタル2冠を達成した。